# Cyphocharax aspilos
Cyphocharax aspilos es una especie de peces de la familia Curimatidae en el orden de los Characiformes.

## Morfología
Los machos pueden llegar alcanzar los 18 cm de longitud total.
- Número de  vértebras: 32-34.[1]

## Alimentación
Es detritívoros.

## Hábitat
Vive en zonas de clima tropical.

## Distribución geográfica
Se encuentran en Sudamérica: afluentes del lago Maracaibo.